# 德岛县
德島縣（日语：／ Tokushima ken */?），舊名阿波，是日本47個都道府縣之一，位於四國島東部，與兵庫縣的淡路島隔鳴門海峽相望。往西和高知縣、 愛媛縣相鄰，北面和香川縣接壤，隔海和和歌山縣及大阪市相望。

## 歷史
大化革新後，日本效仿中國施行律令制，在全國設置令制國，德島縣地區屬於阿波國。室町時代，細川氏的分支阿波細川氏控制了阿波國。室町時代末期，細川氏勢力衰微，阿波三好氏崛起，西元1553年，三好氏當主三好長慶之弟三好義賢暗殺阿波守護細川持隆，史稱勝瑞事件。三好氏因內鬥沒落後，阿波由三好義賢次子，後為十河一存養子的十河存保控制，後因長宗我部氏的擴張加上本能寺之變後失去了織田信長這個強大的後盾而漸漸失去對阿波的掌控，中富川之戰後，十河軍退出阿波的勝瑞城並移往讚岐，阿波由長宗我部氏佔領。西元1585年，豐臣秀吉發動四國征伐，全面進攻長宗我部氏，長宗我部氏戰敗投降，並交出阿波、讚岐（今香川縣除小豆島及直島諸島外地區）、伊予（今愛媛縣全域）。豐臣秀吉將阿波封予長期為己效力的蜂須賀正勝，但正勝希望仕於秀吉側近而辭退，於是讓渡給其嫡男蜂須賀家政，正勝自己則沒有就封阿波。
江戶時代後，蜂須賀家政之嫡長子蜂須賀至鎮在關原之戰加入東軍而得以保全領地，德島藩約於此時成立。西元1615年，蜂須賀至鎮在大阪之役中的力戰得到德川幕府第2代將軍德川秀忠的賞識，於戰後獲得淡路國的8萬1000石，成為25萬7000石的大大名。吉野川流域盛產蓼藍，第10代蜂須賀重喜時德島蓼藍商人也因為得到德島藩的後盾而獨占全國市場，蓼藍商人上繳的稅金也成為本藩重要的收入。雖然本藩表面上的石高為25萬石，但加上蓼藍、菸草、鹽等特產品的收入，事實上高達40多萬石。
1871年廢藩置縣後成為德島縣，之後經由名東縣編入高知縣（此時淡路島則編入兵庫縣），直到1880年才再以德島縣之名分割出來。

## 鳴門海峽
這裡海面陡然窄到只有1.3公里。由於潮海的漲落，瀨户內海與外海之間有1.7米的落差。急速的海水在浪潮推擠下形成巨大的漩渦，吸引了很多人到來觀潮。

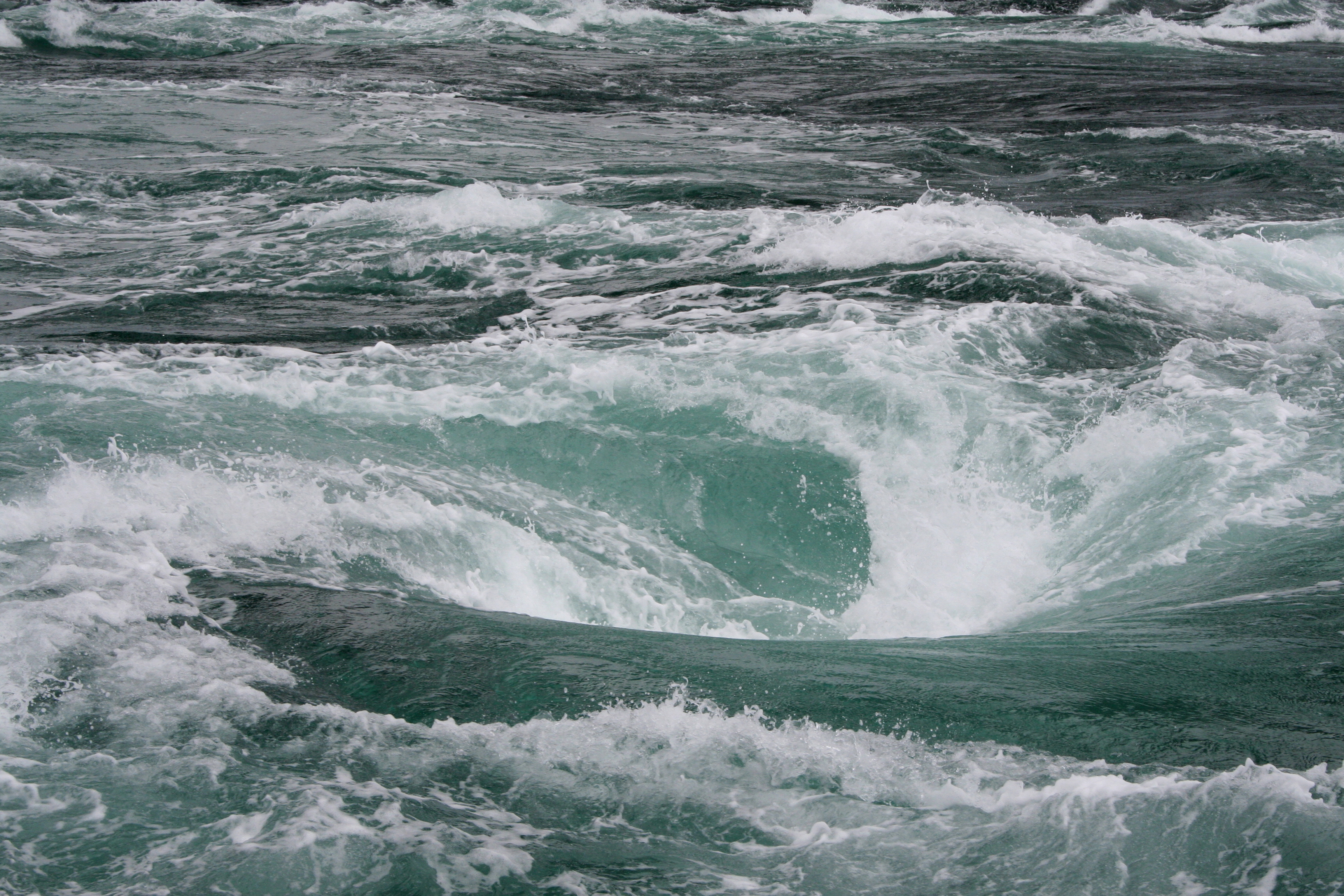
鳴門漩渦
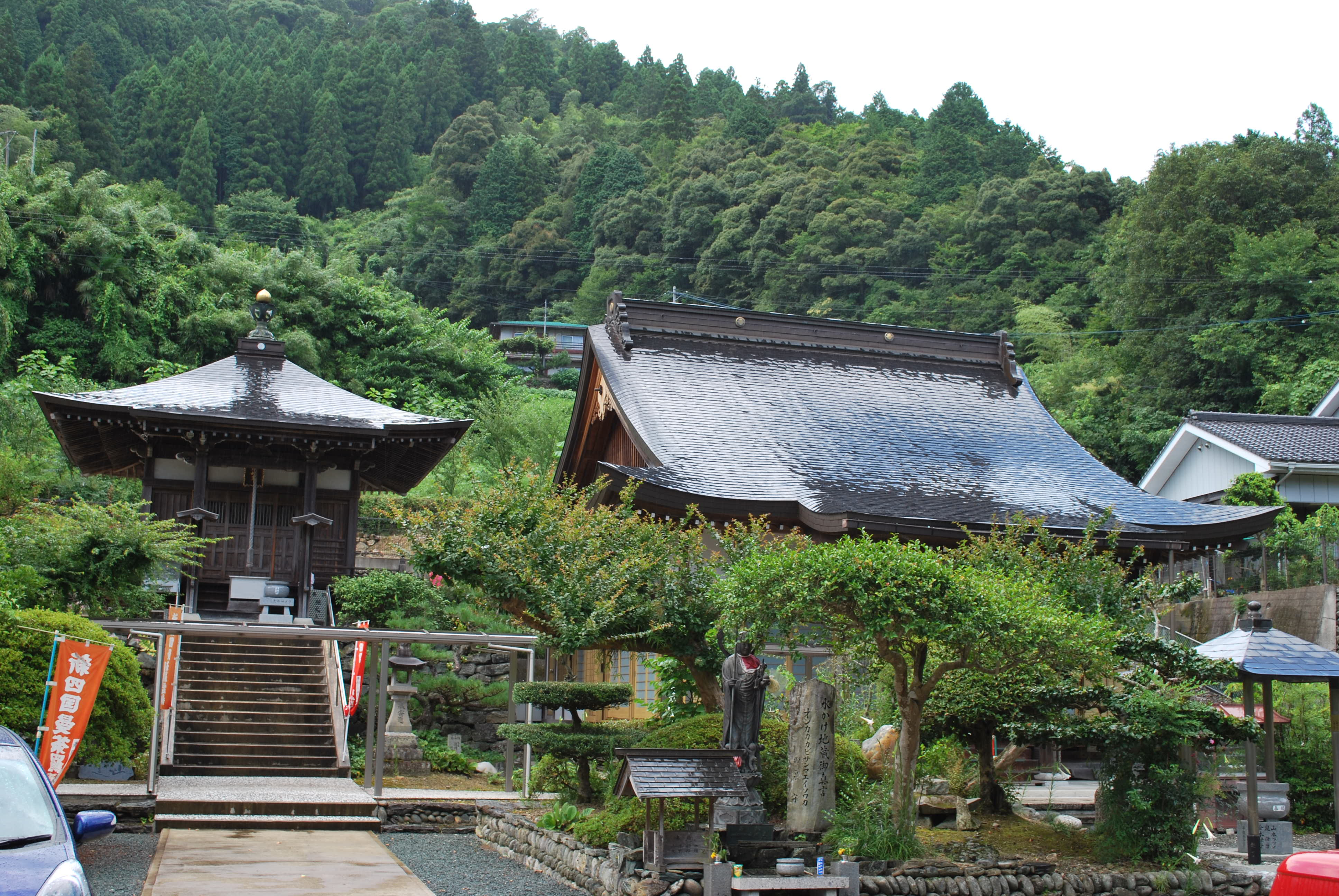
長福寺
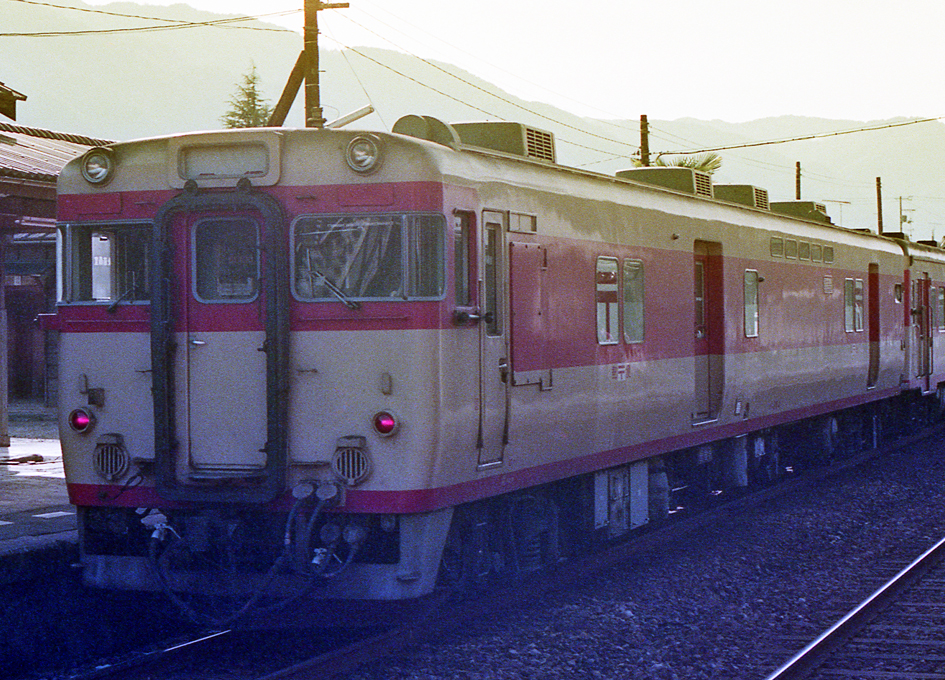
國鐵254
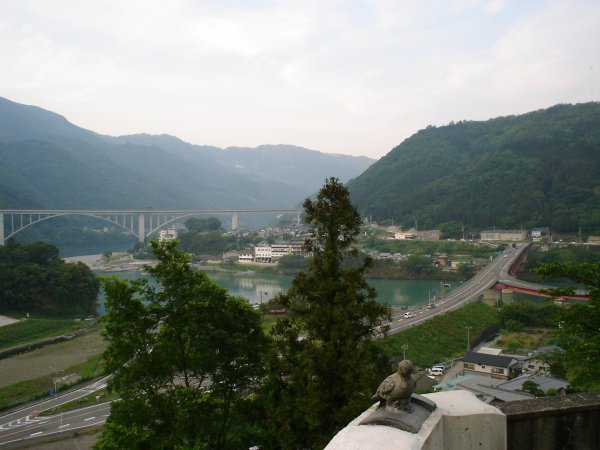
三好橋
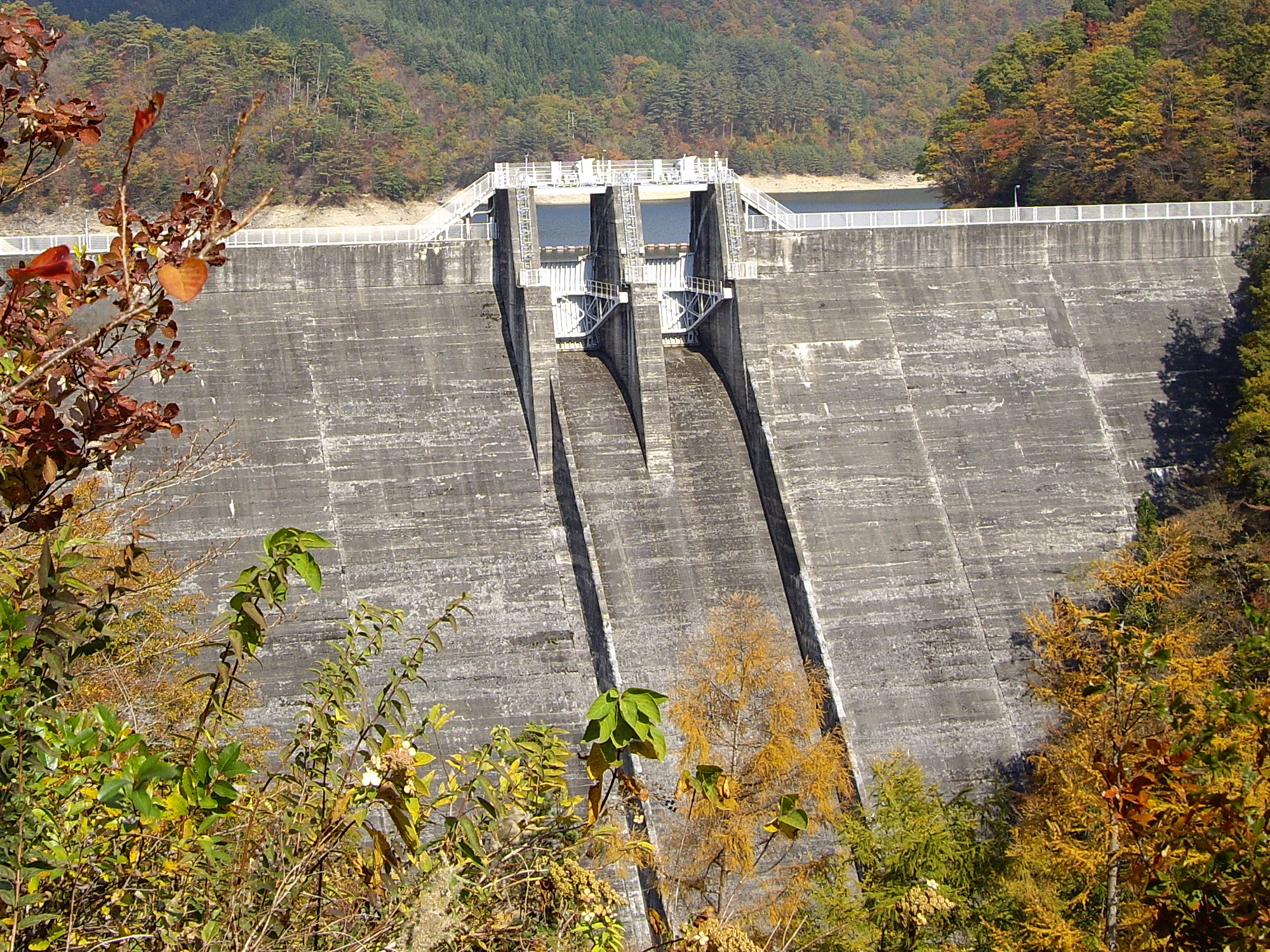
松尾大壩
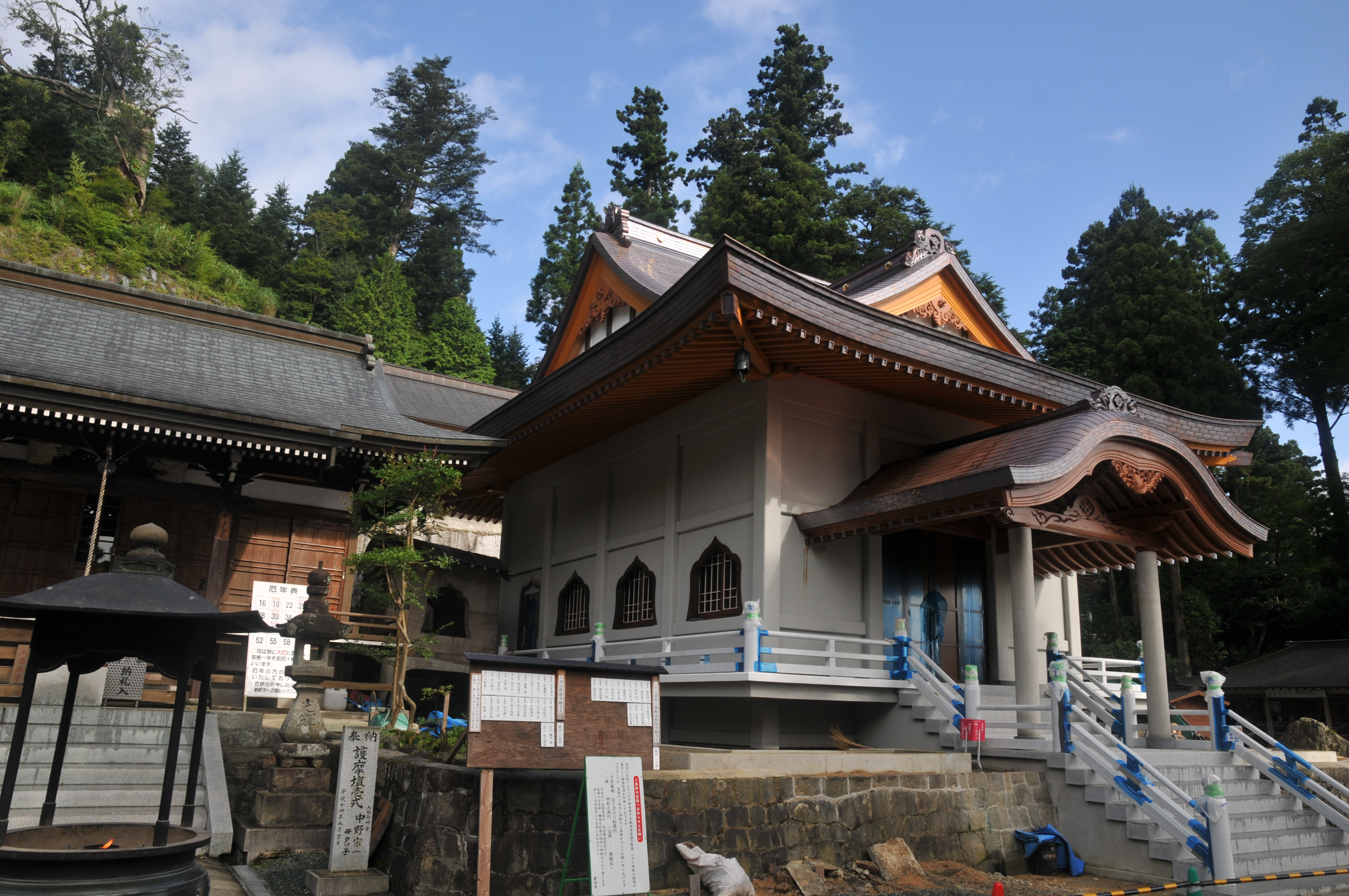
雲邊寺

## 交通

### 公路
- 高速公路
  - 德島自動車道（四國縱貫自動車道（日语：四国縦貫自動車道）、四國橫斷自動車道（日语：四国横断自動車道））
  - 高松自動車道(四國橫斷自動車道)
  - 神戶淡路鳴門自動車道(本四連絡道路神戶•鳴門路線)
  - 德島南部自動車道(四國橫斷自動車道)
- 地域高規格道路
  - 德島環狀道路（日语：徳島環状道路）
  - 阿南安藝自動車道（日语：阿南安芸自動車道）
    - 日和佐道路（日语：日和佐道路）

### 鐵路
德島縣是全日本唯一沒有電氣化鐵路的行政區，現有下列路線：
- 四國旅客鐵道（JR四國）
  - 德島線
  - 高德線
  - 鳴門線
  - 牟岐線
  - 土讚線
- 阿佐海岸鐵道
  - 阿佐東線

1960年代末，曾有四國新幹線的構想，且1985年完工的大鳴門橋也預留了新幹線的空間，但因經費等因素尚未將構想付諸實現。

## 行政區劃

#### 東部
- 徳島市（縣廳所在地）
- 鳴門市
- 名東郡
  - 佐那河内村
- 名西郡
  - 石井町、神山町
- 小松島市
- 勝浦郡
  - 勝浦町、上勝町
- 板野郡
  - 北島町、松茂町、藍住町、板野町、上板町

##### 中央地区
- 吉野川市
- 阿波市

#### 南部
- 阿南市
- 那賀郡
  - 那賀町
- 海部郡
  - 牟岐町、美波町、海陽町

#### 西部
- 美馬市
- 美馬郡
  - 劍町
- 三好市
- 三好郡
  - 東三好町

## 特產
| 水果・蔬菜       | 水果・蔬菜                     |
| ---------------- | ------------------------------ |
| 鳴門金時         | 德島產的番薯。                 |
| 魚介類・海產物   |                                |
|                  | 德島獨特傳統海菜。             |
| 肉類・乳製品     |                                |
| 和牛             | 阿波牛。                       |
| 阿波尾雞         | 地方的雞品種。                 |
| 鄉土料理         |                                |
| 阿波和三盆糖     | 德島和香川少量生產的高級砂糖。 |
| たらいうどん     | 土成地區的鄉土料理。           |
| 半田素麵         |                                |
| 祖谷蕎麥麵       | 三好市的郷土料理。             |
| 工藝品・民藝品   |                                |
| 阿波正藍しじら織 | 國家指定的傳統工藝品。         |
| 大谷燒           | 國家指定的傳統工藝品。         |
| 阿波和紙         | 國家指定的傳統工藝品。         |
| 參考資料：       |                                |

## 教育
- 德島大學
- 鳴門教育大學
- 德島文理大學
- 四國大學
- 德島工業短期大學

## 註解
1. ↑  . 日本の名物特産品・特産物.   [2010-08-23]. （原始内容存档于2021-11-01）.

## 外部連結
- 德島縣官方網站（日語）（英文）（简体中文）（德文）
- 德島縣觀光情報網站 （页面存档备份，存于）（日語）（英文）（简体中文）（繁體中文）
- OpenStreetMap上有關德岛县的地理